# Битва біля Газали
Операція «Тезей» (нім. Unternehmen Theseus) або Битва біля Газали — наступальна операція німецько-італійських військ у Північній Африці в травні-червні 1942 року.